# Віллі Болі
Віллі́-Арно́ Зобо́ Болі́ (фр. Willy-Arnaud Zobo Boly, нар. 3 лютого 1991, Мелен) — французький та івуарійський футболіст, центральний захисник англійського клубу «Ноттінгем Форест».
Виступав, зокрема, за клуби «Осер», «Брага» і «Вулвергемптон Вондерерз», а також молодіжну збірну Франції.

## Клубна кар'єра
З 2004 року займався футболом у відомій академії «Клерфонтен», з 2007 року перейшов до клубної футбольної академії «Осера». У дорослому футболі дебютував 2011 року виступами за головну команду цього клубу, де попри молодий вік протягом наступних трьох сезонів був основним гравцем захисту.
1 вересня 2014 року перебрався до Португалії, уклавши чотирирічний контракт з «Брагою». Свій перший сезон у новому клубі провів, виступаючи виключно за команду дублерів, але вже протягом наступного сезону 2015/16 почав активно використовуватися тренерським штабом головної команди.
У 2014 році перейшов в «Порту». За команду провів 4 матчі у Прімейрі-лізі.
2017 року був орендований англійським «Вулвергемптоном» на один сезон. 2018 року підписав з «вовками» повноцінний контракт.

## Виступи за збірні
2006 року дебютував у складі юнацької збірної Франції, взяв участь у 6 іграх на юнацькому рівні.
2011 року провів одну гру за молодіжну збірну Франції.

## Досягнення
- Володар Кубка Португалії з футболу: 2016

Збірні
- Переможець Кубка африканських націй: 2024